# نحولة (حريضة)
'

تعديل مصدري - تعديل

نحولة هي إحدى قرى عزلة حريضة بمديرية حريضة التابعة لمحافظة حضرموت، بلغ تعداد سكانها 343 نسمة حسب تعداد اليمن لعام 2004.